# Jean Gachet (boxe anglaise)
Pour les articles homonymes, voir Jean Gachet.
Jean Gachet, né le 2 juin 1894 à Saint-Étienne et mort le 4 février 1968 à Saint-Étienne, est un boxeur français.

## Carrière
Il participe au concours de boxe aux Jeux olympiques d'été de 1920 à Anvers en catégorie poids plumes et remporte lors de cette épreuve la médaille d'argent en ne s'inclinant qu'en finale face à un autre Français, Paul Fritsch.

## Parcours auxJeux olympiques
Jeux olympiques d'été de 1920 à Anvers (poids mouches) :
- Bat Arthur Olsen (Norvège)
- Bat Philippe Bouvy (Belgique)
- Bat Jack Zivic (États-Unis)
- Perd contre Paul Fritsch (France)